# Sloeber (stripreeks)
Sloeber is een Belgische stripreeks over een ongeveer 15-jarige jongen. Sloeber is een weesjongen en hij woont bij zijn tante in een oud huis in Antwerpen. Hij werkt in een transportbedrijf bij de haven. In het eerste verhaal De geheimzinnige baard maakt hij kennis met Mark & Suzy die nog op school zitten en die zijn beste vrienden zullen worden. Hun vader is politieagent. In het tweede verhaal De zilveren adelaar ontfermt hij zich over een zwerfhond die hij Lizet noemt. 
Striptekenaar Jeff Broeckx tekende de strip Dag en Heidi die werd gepubliceerd in het weekblad Zonnestraal. Broeckx werd gevraagd om een stripverhaal te maken voor de meer volwassen kinderen en dat werd Sloeber. De strip verscheen voor het eerst in Zonnestraal in 1973.
Sloeber werd al vanaf 1972 getekend door Broeckx, hij werkte hiervoor samen met zijn moeder, scenariste Maria De Winter. In de jaren tachtig, vanaf het 10de deel De zigeunerdiadeem, werd het scenario geschreven door Greet Liégeois.In deze laatste verhalen is de strip enigszins van karakter veranderd en zowel hond Lizet als zijn tante komen er niet meer in voor. 
De eerste twee verhalen verschenen in 1976 in albumvorm in zwart-wit bij Uitgeverij Het Volk. Vanaf 1982 werden de overige verhalen als album uitgegeven in kleur bij Standaard Uitgeverij, waarvan het grootste deel nog dateert uit de jaren zeventig: Het zevende verhaal De rode bestelwagen dateert nog uit 1979. Maar de verhalen die zijn geschreven door Greet Liegeois (nr. 10 t/m 15) zijn uit de jaren tachtig.
Vanaf 2007 werden een aantal albums herdrukt met een andere omslag bij Uitgeverij Saga en Uitgeverij Gulden Engel.  

## Personages
- Sloeber: een jonge aspirant-detective die niets liever doet dan samen met zijn vrienden mysterieuze raadsels oplossen
- Mark: de beste vriend van Sloeber, broer van Suzy
- Suzy: de beste vriendin van Sloeber; zus van Mark
- Sloebers tante: voogd van Sloeber
- Lizet: hond van Sloeber
- Ferdinand: de vader van Mark en Suzy, politieagent van beroep
- Francine: de moeder van Mark en Suzy

## Albums

### Originele reeks
- Uitgeverij Het Volk

- Standaard Uitgeverij

### Herdrukken
In 2018 start Uitgeverij Saga met heruitgave van een aantal Sloeber verhalen.
- 1 - De geheimzinnige baard (2018)
- 2 - De zilveren adelaar (2018)
- 3 - Het complot (2018)
- 4 - Het codeschrift (2019)
- 5 - De zigeunerdiadeem (2019)
- 6 - Golden Johnny (2019)
- 7 - De fluitspeler van het veenhuis (2020)
- 8 - De pelsjas (2022)
- 9 - De 12 beeldjes (2022)

Verzamelalbum Uitgeverij Saga
- De brief / Slater, de ploegbaas / De rode bestelwagen (2007)

Uitgeverij Gulden Engel
- 1 - De schilderijendiefstal (1986)
- 2 - De erfenis (1986)

## Kortverhaal
In 1985 werd door Standaard Uitgeverij een verzamelalbum uitgegeven genaamd Stripfeestboek. Een van de verhalen is Oudejaarsavond getekend door Jeff Broeckx. Het is een kortverhaal waarin de tekenaar zijn eigen geesteskinderen ontmoet. Naast Sloeber zijn ook Dag en Heidi, Bessy, Andy en Aneka van de partij.